# 戎崎俊一
戎崎 俊一（えびすざき としかず 、1958年（昭和33年）11月15日 - ）は、日本の天文学者。独立行政法人理化学研究所主任研究員。専門は高エネルギー天文学。

## 人物
東京大学大学院理学系研究科天文学専攻出身、杉本大一郎の門下生。GRAPEプロジェクトにおける、最大の功労者。現在は、シンラドーム、EUSO計画などで後進の育成などに当たる。ノーベル賞研究家。
もともとの専門は、東京大学教養学部の杉本大一郎教授の下で、理論天文学を修める。その後、任期付きの助手として、神戸大学理学部へ赴任。その後、東京大学教養学部基礎科学研究科が東京大学総合文化研究科への組織変更があり、そちらへ移った杉本大一郎教授に呼び戻されて、牧野淳一郎、泰地真弘人、伊藤智義らの指導教官として、GRAPE開発の中心人物。
その後、理化学研究所へ移り、GRAPEの兄弟機である、MDM-GRAPEやProteinExplorerの開発（関連項目：スーパーコンピュータ）の開発などにおける主導的役割を行う。

## 経歴
- 1958年（昭和33年）11月15日 - 山口県下関市に生まれる
- 1977年（昭和52年） - 山口県立下関西高等学校卒業
- 1981年（昭和56年） - 大阪大学理学部物理学科卒業
- 1986年（昭和61年） - 東京大学大学院理学系研究科博士課程修了（理学博士）
- 1986年（昭和61年） - アメリカ合衆国NASA Marshall Space Flight Center研究員
- 1988年（昭和63年） - 神戸大学理学部助手
- 1989年（平成元年） - 東京大学教養学部助手
- 1991年（平成3年） - 東京大学教養学部助教授（大学院前期課程担当）
- 1995年（平成7年） - 理化学研究所主任研究員
- 現在に至る

## 著書

### 単著
- 『ゼミナール宇宙科学』東京大学出版会、1995年4月。ISBN 4-13-062704-X。

### 共著・編著・共編著
- 東京大学『専用計算機による楕円銀河の衝突と緩和の研究』1990年。
- 戎崎俊一「ペタフロップス時代のシミュレーション」、情報処理学会数理モデル化と問題解決研究会 編『数理モデル化と問題解決シンポジウム論文集』情報処理学会〈情報処理学会シンポジウムシリーズ = ISPJ symposium series v.2004 no.12〉、2004年10月。

### 翻訳
- ウィーラー『時間・空間・重力　相対論的世界への旅』東京化学同人〈SAライブラリー 10〉、1993年7月。ISBN 4-8079-1223-2。
- Joseph Silk『宇宙創世記　ビッグバン・ゆらぎ・暗黒物質』東京化学同人〈SAライブラリー 17〉、1996年10月。ISBN 4-8079-1085-X。
- エドウィン・ハッブル『銀河の世界』岩波書店〈岩波文庫〉、1999年8月18日。ISBN 4-00-339411-9。

### 監修
- 『宇宙の謎を知りたい！』甲斐謙二漫画、集英社〈集英社版・学習漫画. お茶の水博士の夢講座 第3巻〉、2000年11月。ISBN 4-08-288079-8。
- 『ノーベル賞とはなにか』ポプラ社〈ノーベル賞100年のあゆみ 1〉、2003年4月。ISBN 4-591-07511-7。
- 『ノーベル物理学賞　自然現象の謎を解明した人びと』ポプラ社〈ノーベル賞100年のあゆみ 2〉、2003年4月。ISBN 4-591-07512-5。
- 『ノーベル化学賞　物質の謎を解明した人びと』ポプラ社〈ノーベル賞100年のあゆみ 3〉、2003年4月。ISBN 4-591-07513-3。
- 『ノーベル生理学・医学賞　人類を病気から救った人びと』ポプラ社〈ノーベル賞100年のあゆみ 4〉、2003年4月。ISBN 4-591-07514-1。
- 『ノーベル平和賞　平和のためにつくした人びと』ポプラ社〈ノーベル賞100年のあゆみ 5〉、2003年4月。ISBN 4-591-07515-X。
- 『ノーベル文学賞と経済学賞　暮らしと心を豊かにした人びと』ポプラ社〈ノーベル賞100年のあゆみ 6〉、2003年4月。ISBN 4-591-07516-8。
- 『ノーベル賞を受賞した日本人　人類の発展につくした日本人』ポプラ社〈ノーベル賞100年のあゆみ 7〉、2003年4月。ISBN 4-591-07517-6。
- 青木一平文『ノーベル賞の大常識』ポプラ社〈これだけは知っておきたい！ 7〉、2004年1月。ISBN 4-591-07980-5。